# 予断
| ウィキペディアには「予断」という見出しの百科事典記事はありません（タイトルに「予断」を含むページの一覧/「予断」で始まるページの一覧）。 代わりにウィクショナリーのページ「予断」が役に立つかもしれません。 |